# Symphurus arawak
Symphurus arawak är en fiskart som beskrevs av Robins och Randall, 1965. Symphurus arawak ingår i släktet Symphurus och familjen Cynoglossidae. Inga underarter finns listade i Catalogue of Life.